# Polen op het Eurovisiesongfestival 2020
Polen zou deelnemen aan het Eurovisiesongfestival 2020 in Rotterdam, Nederland. Het zou de 23ste deelname van het land aan het Eurovisiesongfestival geweest zijn. TVP was verantwoordelijk voor de Poolse bijdrage voor de editie van 2020.

## Selectieprocedure
Voor het Eurovisiesongfestival 2020 greep de Poolse openbare omroep terug naar een nationale finale om de Poolse inzending te selecteren. Er werden drie voorrondes georganiseerd waarin telkens zeven kandidaten aantraden. Elke voorronde had een thema. In de eerste voorronde moesten kandidaten een nummer van ABBA brengen, in de tweede een klassieker uit de geschiedenis van het Eurovisiesongfestival, en in de derde een nummer van The Beatles. Een vakjury bestaande uit Cleo, Michał Szpak en Gromee koos telkens één artiest die doorstootte naar de finale.
In de finale moesten de drie artiesten eerst een klassieker uit de geschiedenis van het Eurovisiesongfestival ten gehore brengen, en vervolgens het nummer waarmee ze hoopten Polen te mogen vertegenwoordigen op het Eurovisiesongfestival 2020. De punten werden voor de helft verdeeld door de vakjury en voor de andere helft door het televotende publiek. De keuze viel uiteindelijk op Alicja. 

## Szansa na Sukces 2020

### Voorrondes
2 februari 2020
| Volgorde | Artiest                   | Lied                    |
| -------- | ------------------------- | ----------------------- |
| 1        | Patryk Skoczyński         | Gimme gimme gimme       |
| 2        | Emilia Sanecka            | Waterloo                |
| 3        | Julia & Wiktoria Szlachta | Dancing queen           |
| 4        | Kasia Dereń               | Mamma mia               |
| 5        | Amelia Andryszczyk        | SOS                     |
| 6        | Sargis Davtyan            | Voulez-vous             |
| 7        | Maja Hyży                 | Knowing me, knowing you |

9 februari 2020
| Volgorde | Artiest           | Lied                    |
| -------- | ----------------- | ----------------------- |
| 1        | Damian Kulej      | Heroes                  |
| 2        | Paulina Czapla    | Amar pelos dois         |
| 3        | Weronika Curyło   | Dschinghis Khan         |
| 4        | Stashka           | If I were sorry         |
| 5        | Saszan            | Congratulations         |
| 6        | Alicja            | To nie ja!              |
| 7        | Aleksandra Nykiel | Save your kisses for me |

16 februari 2020
| Volgorde | Artiest                 | Lied               |
| -------- | ----------------------- | ------------------ |
| 1        | Marek Kaliszuk          | Help!              |
| 2        | Nick Sinckler           | Can't buy me love  |
| 3        | Basia Gąsienica Giewont | Love me do         |
| 4        | Albert Černý            | Please please me   |
| 5        | Norbert Legieć          | She loves you      |
| 6        | Marzena Ryt             | Twist and shout    |
| 7        | Adrian Makar            | A hard day's night |

### Finale
23 februari 2020
| Plaats | Artiest      | Lied        | Jury | Publiek | Totaal |
| ------ | ------------ | ----------- | ---- | ------- | ------ |
| 1      | Alicja       | Empires     | 5    | 5       | 10     |
| 2      | Albert Černý | Lucy        | 3    | 3       | 6      |
| 3      | Kasia Dereń  | Count on me | 1    | 1       | 2      |

## In Rotterdam
Polen zou aantreden in de eerste helft van de tweede halve finale, op donderdag 14 mei 2020. Het Eurovisiesongfestival 2020 werd evenwel geannuleerd vanwege de COVID-19-pandemie.
1994 · 1995 · 1996 · 1997 · 1998 · 1999 · 2000 · 2001 · 2002 · 2003 · 2004 · 2005 · 2006 · 2007 · 2008 · 2009 · 2010 · 2011 · 2012-2013 · 2014 · 2015 · 2016 · 2017 · 2018 · 2019 · 2020 · 2021 · 2022 · 2023 · 2024 · 2025
Albanië · Armenië · Australië · Azerbeidzjan · België · Bulgarije · Cyprus · Denemarken · Duitsland · Estland · Finland · Frankrijk · Georgië · Griekenland · Ierland · IJsland · Israël · Italië · Kroatië · Letland · Litouwen · Malta · Moldavië · Nederland · Noord-Macedonië · Noorwegen · Oekraïne · Oostenrijk · Polen · Portugal · Roemenië · Rusland · San Marino · Servië · Slovenië · Spanje · Tsjechië · Verenigd Koninkrijk · Wit-Rusland · Zweden · Zwitserland